# Jermaine Johnson II
Pour les articles homonymes, voir Johnson.
Jermaine Curtis Johnson II, né le 7 janvier 1999 à Eden Prairie, est un joueur américain de football américain évoluant au poste de Linebacker en National Football League (NFL) pour la franchise des Jets de New York.
Auparavant il avait joué au niveau universitaire pour les Bulldogs de la Géorgie (2019-2020) puis pour les Seminoles de Florida State (2021) au sein de la National Collegiate Athletic Association.